# Italian Football League
Die Italian Football League (IFL) ist die höchste Liga für American Football in Italien.  Im Italian Bowl genannten Finale wird der italienische Meister ausgespielt.
Italienischer Rekordmeister sind die Bergamo Lions, die 2008 auch den ersten Titel der IFL holten.  Dies war zugleich ihr zwölfter und bisher letzter nationaler Titel.  Rekordtitelträger der Italian Football League sind die Panthers Parma mit sieben Titeln vor den Seamen Milano, die fünf Titel aufweisen, jedoch nicht mehr Teil der IFL sind.  Aktueller Titelträger (2024) sind die Panthers Parma.

## Geschichte
Der erste Vorläufer der IFL wurde 1979 als Lega Italiana Football americano gegründet. Ein weiterer Vorläufer war ab 1981 die Associazione Italiana Football Americano. (AIFA). Ab 1984 wurde die höchste Liga der AIFA nach Vorbild anderer italienischer Ligen Serie A genannt. Ab 1995 wurde die Liga vom inzwischen zu Federazione Italiana American Football (FIAF) umbenannten Verband in Golden League umbenannt. Nachdem die FIAF 1999 unter Insolvenzverwaltung gestellt worden war, übernahm ab 2002 der Ligaverband NFL Italia die höchste Liga und benannte sie 2003 wieder in Serie A um.
Zur Saison 2008 gründeten die besten Mannschaften der Serie A die Italian Football League (IFL). Die NFL Italia Serie A löste sich nach der Saison 2008 auf. In Konkurrenz zur IFL spielte die Federazione Italiana Football von 2009 bis 2014 die wiederaufgelegte Golden League aus. Die IFL wurde ab 2014 nach einer Vereinbarung mit dem 2002 gegründeten Verband Federazione Italiana di American Football (FIDAF) als Prima Divisione IFL bezeichnet und 2017 komplett als Prima Divisione komplett von der FIDAF übernommen.
Zur Saison 2022 nennt die FIDAF die höchste Liga wieder Italian Football League.

## Mannschaften 2025
| Team             | Stadt   | Saison 2024            |
| ---------------- | ------- | ---------------------- |
| Aquile Ferrara   | Ferrara | –                      |
| Dolphins Ancona  | Ancona  | 3./Halbfinale          |
| Frogs Legnano    | Mailand | 5.                     |
| Giaguari Torino  | Turin   | 7.                     |
| Guelfi Firenze   | Florenz | 2./Italian Bowl        |
| Lazio Marines    | Rom     | 6.                     |
| Lions Bergamo    | Bergamo | –                      |
| Panthers Parma   | Parma   | 4./Sieger Italian Bowl |
| Pirates Savona   | Savona  | –                      |
| Rhinos Milano    | Mailand | 8.                     |
| Skorpions Varese | Varese  | 1./Halbfinale          |
| Warriors Bologna | Bologna | 9.                     |